# Quadratala atribruna
Quadratala atribruna là một loài bướm đêm trong họ Noctuidae.